# العلاقات البريطانية الهندوراسية
العلاقات البريطانية الهندوراسية هي العلاقات الثنائية التي تجمع بين المملكة المتحدة وهندوراس.

## مقارنة بين البلدين
هذه مقارنة عامة ومرجعية للدولتين:
| وجه المقارنة                                              | المملكة المتحدة                 | هندوراس          |
| --------------------------------------------------------- | ------------------------------- | ---------------- |
| المساحة (كم2)                                             | 242.50 ألف                      | 112.49 ألف       |
| عدد السكان (نسمة)                                         | 66.02 مليون                     | 9.27 مليون       |
| الكثافة السكانية (ن./كم²)                                 | 272.25                          | 82.41            |
| العاصمة                                                   | لندن                            | تيغوسيغالبا      |
| اللغة الرسمية                                             | لغة إنجليزية، اللغة الويلزية    | اللغة الإسبانية  |
| العملة                                                    | جنيه إسترليني                   | لمبيرة هندوراسية |
| الناتج المحلي الإجمالي (بليون دولار)                      | 2.62 تريليون                    | 22.98 مليار      |
| الناتج المحلي الإجمالي (تعادل القوة الشرائية) بليون دولار | 2.72 تريليون                    | 41.14 مليار      |
| الناتج المحلي الإجمالي الاسمي للفرد دولار أمريكي          | 43.88 ألف                       | 2.53 ألف         |
| الناتج المحلي الإجمالي للفرد دولار أمريكي                 | 40.23 ألف                       | 4.91 ألف         |
| مؤشر التنمية البشرية                                      | 0.907                           | 0.606            |
| رمز المكالمات الدولي                                      | +44                             | +504             |
| رمز الإنترنت                                              | .uk، .gb                        | .hn              |
| المنطقة الزمنية                                           | توقيت غرينيتش، توقيت غرب أوروبا | 00               |

## منظمات دولية مشتركة
يشترك البلدان في عضوية مجموعة من المنظمات الدولية، منها:
| علم المنظمة | اسم المنظمة                               | تاريخ انضمام المملكة المتحدة | تاريخ انضمام هندوراس |
| ----------- | ----------------------------------------- | ---------------------------- | -------------------- |
|             | منظمة التجارة العالمية                    | 1995                         | ?                    |
|             | الاتحاد الدولي للاتصالات                  | 24 فبراير 1871               | 27 أكتوبر 1925       |
|             | المركز الدولي لتسوية المنازعات الاستشارية | 18 يناير 1967                | 16 مارس 1989         |
|             | مؤسسة التنمية الدولية                     | 24 سبتمبر 1960               | 23 ديسمبر 1960       |
|             | منظمة حظر الأسلحة الكيميائية              | ?                            | ?                    |
|             | يونسكو                                    | 4 نوفمبر 1946                | 16 ديسمبر 1947       |
|             | الأمم المتحدة                             | 24 أكتوبر 1945               | 17 ديسمبر 1945       |
|             | وكالة ضمان الاستثمار متعدد الأطراف        | 12 أبريل 1988                | 30 يونيو 1992        |
|             | البنك الدولي للإنشاء والتعمير             | 27 ديسمبر 1945               | 27 ديسمبر 1945       |
|             | الاتحاد البريدي العالمي                   | ?                            | ?                    |
|             | مؤسسة التمويل الدولية                     | 20 يوليو 1956                | 20 يوليو 1956        |
|             | منظمة الشرطة الجنائية الدولية             | ?                            | ?                    |
|             | الفريق المعني برصد الأرض                  | ?                            | ?                    |

## أعلام
هذه قائمة لبعض الشخصيات التي تربطها علاقات بالبلدين:
- دانيا برينس (10 فبراير 1980 – )

## وصلات خارجية
- موقع وزارة الخارجية البريطانية
- موقع وزارة الخارجية الهندوراسية